# Vattendelare

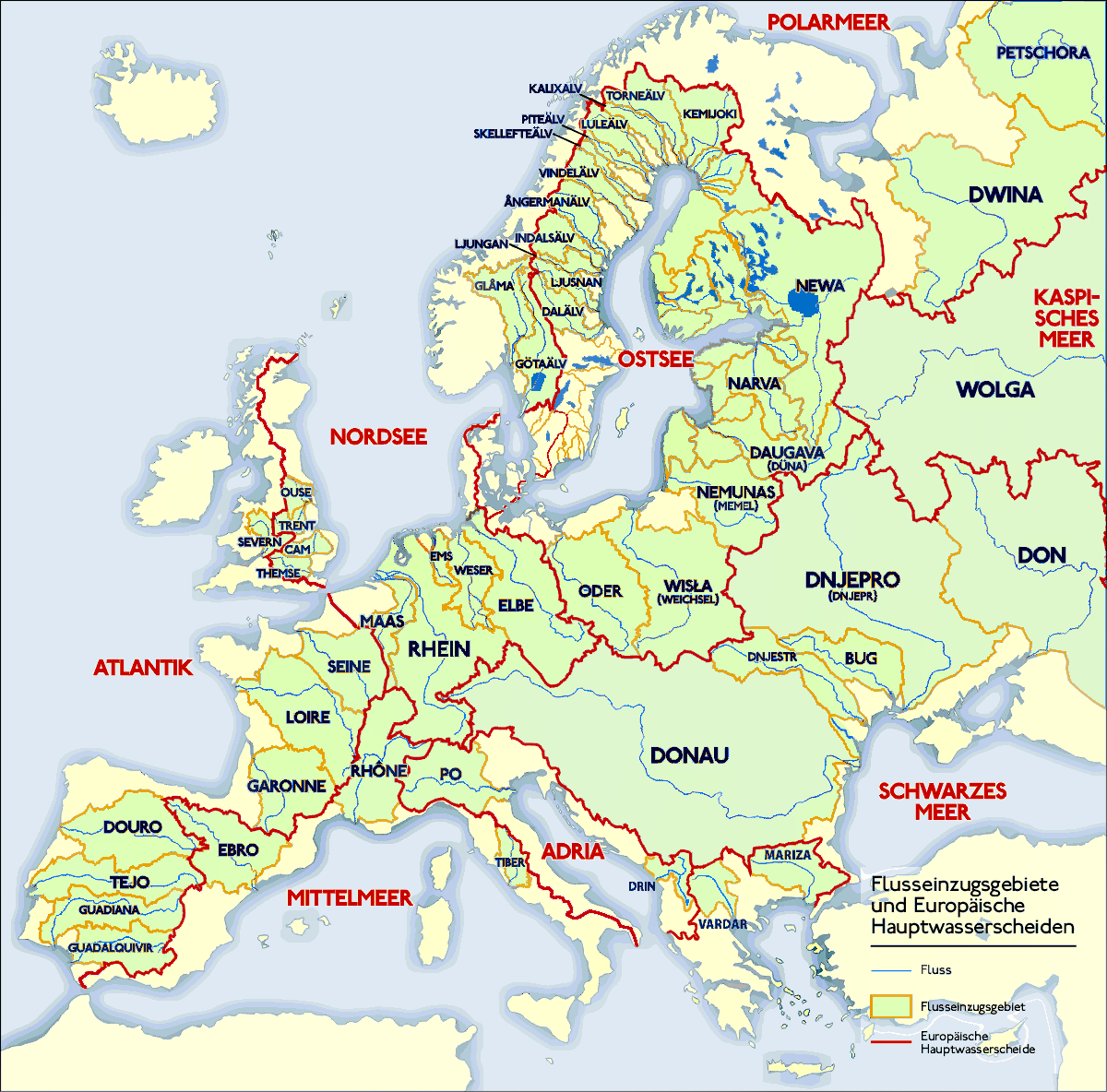
Stora vattendelare i Europa.

En vattendelare innebär i sin grundbetydelse gränsen mellan två avrinningsområden. I regel är det en långsträckt upphöjning i landskapet som är så hög att inga vattendrag passerar den, utan den delar upp vattenflödet i två eller flera riktningar. Nederbörd som hamnar vid sidan av vattendelaren rinner bort från den. Vattendelaren skiljer olika vattensystems upptagningsområden för nederbörd.

## Vattendelare som statsgräns
Vissa riksgränser följer vattendelare, delvis för att vattendelare ofta går i glesbefolkade bergstrakter som under lång tid har bildat naturliga gränsområden mellan mer befolkade områden. Gränsen mellan Norge och Sverige följer till stor del vattendelaren mellan Östersjön och Norska havet/Skagerrak. Riksgränsen mellan Frankrike och Spanien sammanfaller delvis med vattendelaren i Pyrenéerna, och riksgränsen mellan Italien och dess grannländer Frankrike, Schweiz, Österrike och Slovenien, sammanfaller till största delen med Alpernas vattendelare. 

## Vandrande fiskar
Vattendelaren har indirekt en stor betydelse för vandrande fisk, till exempel laxfiskar och ål. De söker sin barndoms å, bäck eller älvsträcka, eftersom den omger ett bestämt vattendrags avrinningsområde och därmed dess mineralgrund.[källa behövs]

## Bildlig betydelse
Begreppet vattendelare har även en överförd symbolisk betydelse i egenskap av någonting som splittrar, en avgörande händelse eller företeelse som delar människogrupper, opinioner, tankeströmmar eller historiens utveckling i två eller flera olika riktningar eller läger.